# Наративне інтерв'ю
Нарати́вне інтерв'ю́ — якісний метод дослідження у антропології, соціології, психології, історії. Являє собою вільне інтерв'ю, розповідь про життя без втручання збоку інтерв'юера, що задає лише загальний напрям очікуваної розповіді. Передбачається, що в ході вільного викладу в пам'яті оповідача асоціативно спливають в першу чергу ті епізоди і моменти, які мають для нього найбільшу суб'єктивну цінність, що дозволяє виявити найзмістовніші моменти конструювання його біографічного оповідання.

## Історія виникнення
Теоретичні передумови методу наративного інтерв'ю — етнометодологія, символічний інтеракціонізм Ч. Кулі, В. Томаса, Дж. Г. Міда; соціальна феноменологія А. Шютц. Історичною передумовою є біографічний метод і дослідження особистих усних та письмових розповідей про життя представників певних соціальних груп, що проводилися американськими, польськими та австрійськими соціологами і психологами на початку 20 ст. — роботи В. Томаса і Ф. Знанецкого, Ш. Бюлер, представників Чиказької школи. У сфері клінічної психології серйозний академічний аналіз наративів зв'язується з ім'ям З. Фрейда, хоча його психоаналітичні інтерпретації історій життя відомих особистостей були засновані на вторинних документах, а не на усних розповідях. Проте Фрейд, розробляючи психоаналітичний метод дослідження особистості, в загальних рисах сформулював правила, необхідні для отримання розповіді. Саме він ввів метафору «вільної уваги», яка використовується в сучасній техніці наративного інтерв'ю та відображає ставлення аналітика (інтерв'юера) до того, що розповідає пацієнт (наратор). Г. Мюррей один з перших використовував біографічний наратив для вивчення розвитку особистості.
Серйозний внесок у розвиток наративних методологій зробив когнітивний психолог Дж. Брунер, який концептуалізував наратив як один з двох типів людського мислення і, застосувавши до наративу конструктивістський підхід, висунув тезу про взаємний вплив прожитого життя і розповіді про нього.

## Концепція наративного інтерв'ю Фріца Шюце
В основу аналізу даних наративного інтерв'ю, за Шюце, покладено розрізнення власне наративних (безпосередні розповіді про події) та ненаративних (аргументація, оцінки, etc.) фрагментів тексту та присвоєння їм різних значень — власне наративна структура розповіді вважається ситуаційно незалежною та стрижневою для самоідентифікації оповідача.
Шюце поділяє процедуру аналізу даних наративного біографічного інтерв'ю на шість етапів:
1. Формальний аналіз тексту: загальне редагування тексту — видалення ненаративних елементів, фрагментарних елементів; поділ відредагованого тексту на послідовні формальні частини.
2. Змістовний структурний опис самостійних, темпорально ізольованих етапів життя: в результаті отримаємо судження щодо окремих етапів біографії.
3. Аналітична абстракція — відділення суджень щодо окремих етапів життя від специфіки та конкретики цих етапів; генерування, на основі порівняння таких абстрагованих суджень, біографічної «формули», яка відображає домінантну структуру біографічних процесів та життєвого досвіду.
4. Wissensanalyse (аналіз знань) — аналіз раніше відкинутих ненаративних елементів, аналіз виконуваних ними функцій: орієнтацій, виправдань, витіснень, etc.; подібний аналіз уможливлюється попереднім знанням про події життєвого шляху респондента, яке отримується на попередніх етапах. Цей етап є останнім етапом дослідження одиничних біографій. На п'ятому етапі починається порівняльний аналіз різних біографій.
5. Порівняльний аналіз із застосуванням стратегій «мінімального» та «максимального» контрасту — «мінімальний контраст»: виділення у різних індивідів збігів, подібностей та відповідності структур біографічних процесів; «максимальний контраст»: пошук найзагальніших та найабстрактніших спільностей, що формально поєднують змістовно різні біографічні епізоди, що призводить до розширення категорій аналізу, до яких, зокрема, належать: біографічна траєкторія, трансформація біографічної траєкторії, біографічний потенціал, etc.
6. Побудова теоретичної моделі — даний етап дає відповідь на головне дослідницьке питання.

Після наративного інтерв'ю можливе поповнення інформації шляхом додаткових питань.

## Концепція Г. Розенталя
Принципи герменевтичного відтворення випадку (аналіз даних):
- відтворювальний аналіз замість категоризації;
- послідовний аналіз життєвої історії (history, «пережитого» життя) та життєвої розповіді (story, описаного життя);
- розуміння тексту та життєпису як гештальтів;
- теоретичне узагальнення, ґрунтоване на одиничному випадку — теоретична вибірка замість статистичної.

Етапи аналізу:
1. Теоретична вибірка.
2. Глобальний аналіз всіх інтерв'ю.
3. Повторна вибірка.
4. Транскрибування інтерв'ю із другої вибіркової сукупності.
5. Відтворення випадку.
6. Порівняльний аналіз із застосуванням стратегій «мінімального» та «максимального контрасту».

На етапі відтворення випадку:
- аналіз біографічних даних;
- тематичний польовий аналіз — відтворення описаного життя, життєвої розповіді;
- відтворення життєвої історії, прожитого життя;
- мікроаналіз окремих фрагментів тексту;
- порівняння життєвої історії та життєвої розповіді;

Після наративного інтерв'ю можливе поповнення інформації шляхом додаткових питань.